# Leonardo (geslacht)
Leonardo is een geslacht van vlinders uit de familie grasmotten (Crambidae). De wetenschappelijke naam van dit geslacht is voor het eerst geldig gepubliceerd in 1965 door Stanisław Błeszyński.

## Soorten
Er zijn twee soorten gekend in dit geslacht:
- Leonardo davincii Błeszyński, 1965, dit is de typesoort
- Leonardo avicennae Bassi, 1990

Deze soorten komen voor in tropisch Afrika.